# 伊萬湖 (外貝加爾邊疆區)
52°14′N 113°0′E / 52.233°N 113.000°E
伊萬湖（俄语：Иван），是俄羅斯的湖泊，位於該國南部，由外貝加爾邊疆區負責管轄，面積16.2平方公里，最大水深5.6米，該湖集水區面積141平方公里。